# Lysmus harmandinus
Lysmus harmandinus is een insect uit de familie watergaasvliegen (Osmylidae), die tot de orde netvleugeligen (Neuroptera) behoort. 
Lysmus harmandinus is voor het eerst wetenschappelijk beschreven door Navás in 1910. De soort komt voor in Japan, Sachalin en de Koerillen.